# Tracheplexia occidentalis
Tracheplexia occidentalis là một loài bướm đêm trong họ Noctuidae.